# Феркешешть (комуна)
Феркешешть, Феркешешті (рум. Fărcășești) — комуна у повіті Горж в Румунії. До складу комуни входять такі села (дані про населення за 2002 рік):
- Валя-ку-Апе (471 особа)
- Пештяна-де-Жос (1239 осіб)
- Рогожел (292 особи)
- Рошія-Жіу (795 осіб)
- Тімішень (246 осіб)
- Феркешешть-Мошнень (397 осіб)
- Феркешешть (428 осіб)

Комуна розташована на відстані 232 км на захід від Бухареста, 19 км на південь від Тиргу-Жіу, 75 км на північний захід від Крайови.

## Населення
За даними перепису населення 2002 року у комуні проживали 3868 осіб.
Національний склад населення комуни:
| Національність | Кількість осіб | Відсоток |
| -------------- | -------------- | -------- |
| румуни         | 3864           | 99,9%    |
| угорці         | 4              | 0,1%     |

Рідною мовою назвали:
| Мова      | Кількість осіб | Відсоток |
| --------- | -------------- | -------- |
| румунська | 3864           | 99,9%    |
| угорська  | 4              | 0,1%     |

Склад населення комуни за віросповіданням:
| Релігія        | Кількість осіб | Відсоток |
| -------------- | -------------- | -------- |
| православні    | 3854           | 99,6%    |
| п'ятдесятники  | 4              | 0,1%     |
| адвентисти     | 3              | 0,1%     |
| римо-католики  | 2              | 0,1%     |
| не релігійні   | 2              | 0,1%     |
| реформати      | 1              | < 0,1%   |
| греко-католики | 1              | < 0,1%   |